# Battle Creek (Iowa)
Battle Creek è un comune degli Stati Uniti d'America, situato nello Stato dell'Iowa, nella contea di Ida.